# 深側頭動脈
深側頭動脈（しんそくとうどうみゃく）は、頭頸部の動脈の一つ。前深側頭動脈と後深側頭動脈の二本あり、側頭筋と頭蓋骨膜の間を上昇する。
周囲筋肉に栄養を供給し、中側頭動脈と吻合する。頬骨と蝶形骨大翼を貫通する枝は涙腺動脈とつながる。